# Maevarano
Der Maevarano ist ein Fluss im Nordwesten Madagaskars.

## Verlauf
Der Fluss entspringt am Andohanisambirano auf 2200 m Höhe. Er fließt die ersten 50 km nach Süden, schwenkt dann in einem weiten Bogen nach Westen. Knapp 50 km vor seiner Mündung nimmt er noch seinen Größten Nebenfluss, den ebenfalls vom Andohanisambirano kommenden Sandrakota auf. Der Maevarano mündet in einem kleinen Delta über das Loza Ästuar in die Straße von Mosambik.

## Hydrometrie
Die Durchflussmenge des Maevarano wurde an der hydrologischen Station Ambodivohitra bei etwa der Hälfte des Einzugsgebietes, über die Jahre 1955 bis 1984 gemittelt, gemessen (in m³/s).